# KZ Oberer Kuhberg

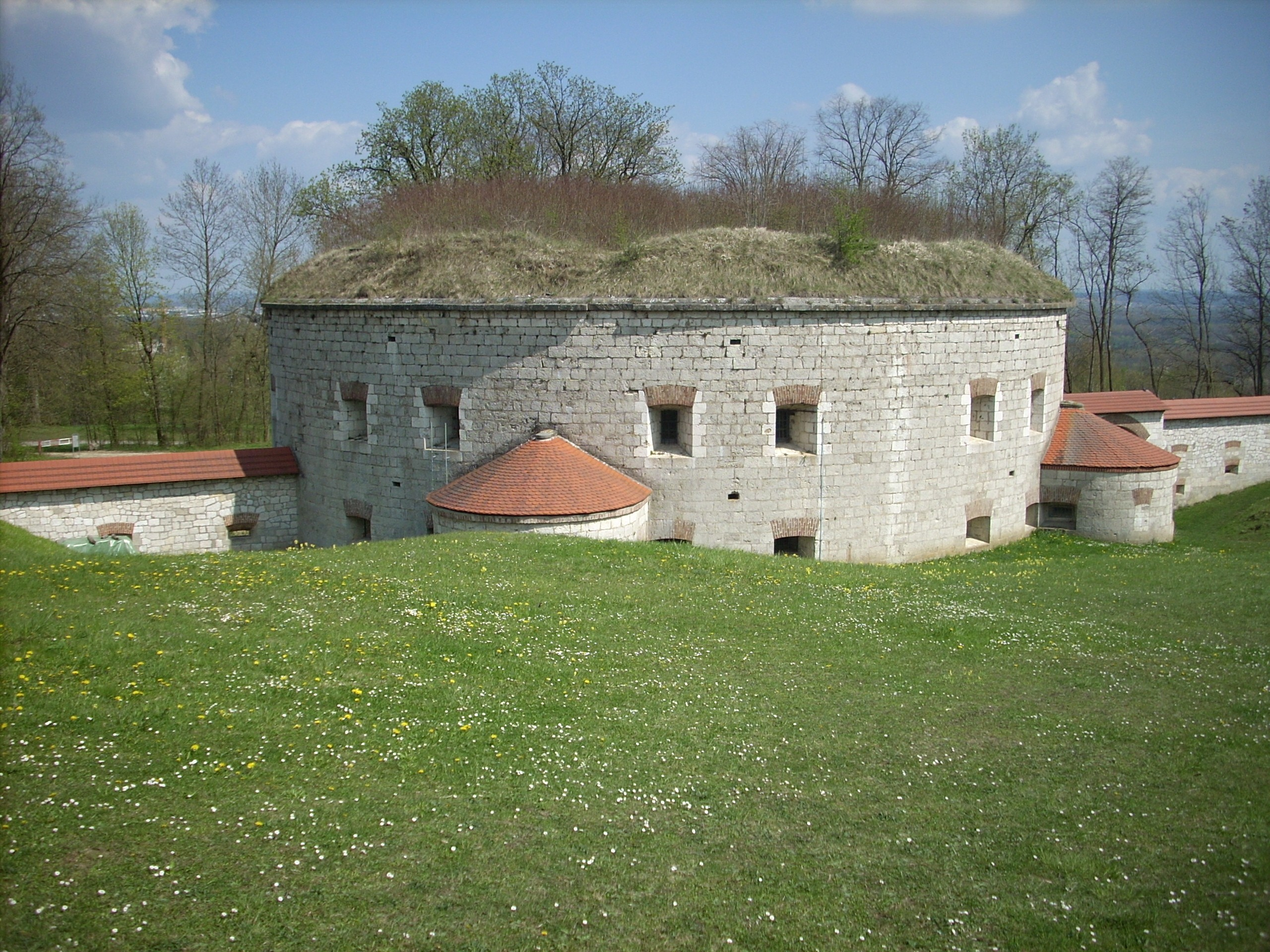
Innengelände (2008)

Das Konzentrationslager Oberer Kuhberg in Ulm war ein frühes Konzentrationslager in Württemberg zur Zeit des Nationalsozialismus, das von November 1933 bis Juli 1935 bestand. Das KZ war somit Teil des Apparates zur Verfolgung von politischen und weltanschaulichen Gegnern der Nationalsozialisten. Untergebracht war das KZ im Fort Oberer Kuhberg, einem Teil der um 1850 erbauten Bundesfestung Ulm. Heute befindet sich am historischen Ort eine Gedenkstätte, die als Erinnerungs- und Lernort dient.

## Vorgeschichte
Die offizielle Verfolgung von politischen und weltanschaulichen Gegnern der Nationalsozialisten begann unmittelbar nach der Machtübertragung an die Nationalsozialisten ab 30. Januar 1933. Mit der „Verordnung des Reichspräsidenten zum Schutz von Volk und Staat“ vom 28. Februar 1933 wurde der Staatsnotstand ausgerufen. Durch diese Verordnung und durch das „Ermächtigungsgesetz“ vom 24. März 1933 wurden fundamentale Grundrechte ausgesetzt und die Grundlagen für die Verfolgung und die Inhaftierung von Anhängern der politischen Opposition geschaffen. Innerhalb kürzester Zeit wurden reichsweit mehrere zehntausend Personen in „Schutzhaft“ genommen und zeitgleich zahlreiche Konzentrationslager eingerichtet. Das erste in Württemberg errichtete Konzentrationslager war das KZ Heuberg bei Stetten am kalten Markt. Da die Reichswehr das Gelände für militärische Zwecke benötigte, wurden die Häftlinge Ende 1933 ins KZ Oberer Kuhberg in Ulm verlegt.

## Das Konzentrationslager

### Entstehung
Das KZ Oberer Kuhberg wurde im Herbst 1933 auf Erlass des württembergischen Reichsstatthalters Wilhelm Murr als unmittelbares Nachfolgelager des KZ Heuberg eingerichtet und unterstand der Württembergischen Politischen Polizei und somit dem Innenministerium des Landes Württemberg.

### Aufteilung
Das frühe Konzentrationslager wies bereits viele grundlegenden Funktionsbereiche späterer Konzentrationslager auf. Hierzu gehörte nicht nur ein gestuftes Unterbringungssystem für die Häftlinge, sondern auch Einzelhaftzellen, Arrestzellen, Kommandantur, Räume der Wachmannschaften, Appellplatz und Krankenrevier.
Im Reduitgebäude befanden sich die KZ-Kommandantur und Verhörräume, SS-Diensträume, die Zensurstelle sowie Arrestzellen, in welche Häftlinge bei vermeintlichen Verstößen gegen die Lagerordnung gesperrt wurden. Die Häftlingsunterkünfte befanden sich in den Kasematten. In diesen unterirdischen Gängen waren bei Vollbelegung bis zu 300 Häftlinge untergebracht.

### Häftlinge
Zwischen November 1933 und Juli 1935 waren schätzungsweise 600 Personen im KZ Oberer Kuhberg inhaftiert. Es handelte sich vorwiegend um Kommunisten und Sozialdemokraten, unter den Häftlingen waren aber auch drei katholische Geistliche und ein freikirchlich-evangelischer Prediger. Die bekanntesten Gefangenen waren der SPD-Reichstagabgeordnete Kurt Schumacher und der KPD-Landtagsabgeordnete Alfred Haag, die jeweils in Isolationshaft eingesperrt waren. Andere bekannte Häftlinge waren der KPD-Stadtrat Hans Rueß aus Esslingen, der KPD-Stadtrat aus Stuttgart und spätere Stuttgarter Wirtschaftsbürgermeister Otto Kraufmann und der spätere „Befreiungsminister“ in Württemberg-Baden, Gottlob Kamm. Es gab außerdem Häftlinge, die aus sozialen Gründen verfolgt wurden und als „asozial“ oder „arbeitsscheu“ stigmatisiert wurden. Hierzu gehörten z. B. Hausierer, Wohnsitz- und Arbeitslose, aber auch einige Künstler.

### Haftbedingungen
Nach außen hin wurde das KZ Oberer Kuhberg als Ort der „Umerziehung“ dargestellt und so auch in propagandistischen Darstellungen betitelt. Die Behandlung der Inhaftierten wurde der Öffentlichkeit gegenüber als streng, aber gerecht beschrieben, mit dem Ziel, den politischen Widerstand in der Region zu brechen und die Gefangenen in die „Volksgemeinschaft“ einzugliedern. Der Haftalltag war geprägt vom Terror der SA- und SS-Wachmannschaften und des Lagerleiters Karl Buck. Teil dieses Terrors waren u. a. willkürliche Bestrafungen, stundenlange Strafappelle, körperliche Gewalt sowie Scheinerschießungen. Die Bedingungen, die in den Häftlingsunterkünften herrschten, führten zu ernsten Erkrankungen unter den Häftlingen. In den unterirdischen Kasematten war es ständig feucht, dunkel und kalt. Es gab nur eine sporadische medizinische Versorgung, und Krankheiten blieben meist unbehandelt. So kam es auch vor, dass sehr kranke Häftlinge frühzeitig aus dem KZ entlassen wurden, um eine eventuelle Verbindung zwischen Todesfällen und dem KZ zu verhindern. Nach heutigem Kenntnisstand sind keine Todesfälle bekannt.

### Lagerleitung
Das KZ Oberer Kuhberg wurde die gesamte Zeit von dem aus Stuttgart stammenden Karl Buck geführt, der diese Position auch bereits im KZ Heuberg innegehabt hatte. Er verlangte ein hartes Durchgreifen gegenüber den Häftlingen und beaufsichtigte die Wachmannschaft aus Schutzpolizei, SA und SS.
Nach der Schließung des KZ Oberer Kuhberg übernahm Karl Buck die Kommandantur des KZ Welzheim (1935–1940). Danach wurde er Kommandant des Sicherungslagers Schirmeck-Vorbruck im Elsass.

### Auflösung
Das KZ Oberer Kuhberg wurde im Juli 1935 im Zuge der allgemeinen Zentralisierung des KZ-Systems aufgelöst. Es verblieben noch etwa 30 Gefangene, die in das KZ Dachau überstellt wurden, unter ihnen waren auch Kurt Schumacher und Alfred Haag. Für viele der Häftlinge war die Haft im KZ Oberer Kuhberg der Anfang eines langen Leidenswegs durch weitere nationalsozialistische Konzentrationslager und Haftstätten.

## Gedenkstätte
Seit 1985 besteht am historischen Ort eine KZ-Gedenkstätte, welche durch den Verein „Dokumentationszentrum Oberer Kuhberg e. V.“ in Ulm betrieben wird und auf die Initiative ehemaliger Häftlinge zurückgeht.
Die bis heute noch weitgehend erhaltenen Gebäude und das Gelände des ehemaligen KZ sind im Rahmen von Führungen für Besucher begehbar. Das „Dokumentationszentrum Oberer Kuhberg“ (DZOK) bietet als Forschungs-, Lern- und Bildungszentrum verschiedene pädagogische Angebote und Veranstaltungen.

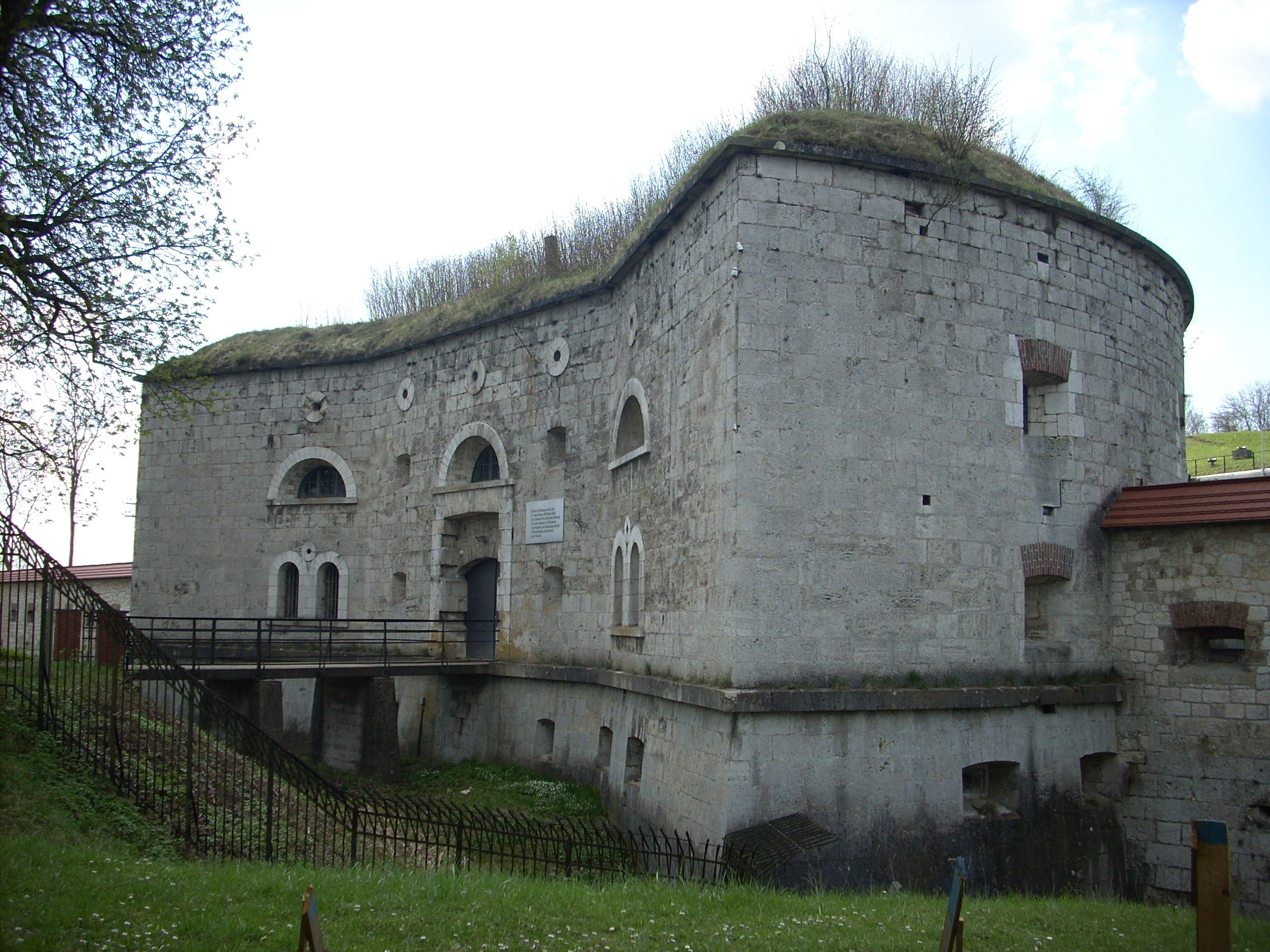
Reduit, ehemalige Kommandantur des KZ Oberer Kuhberg
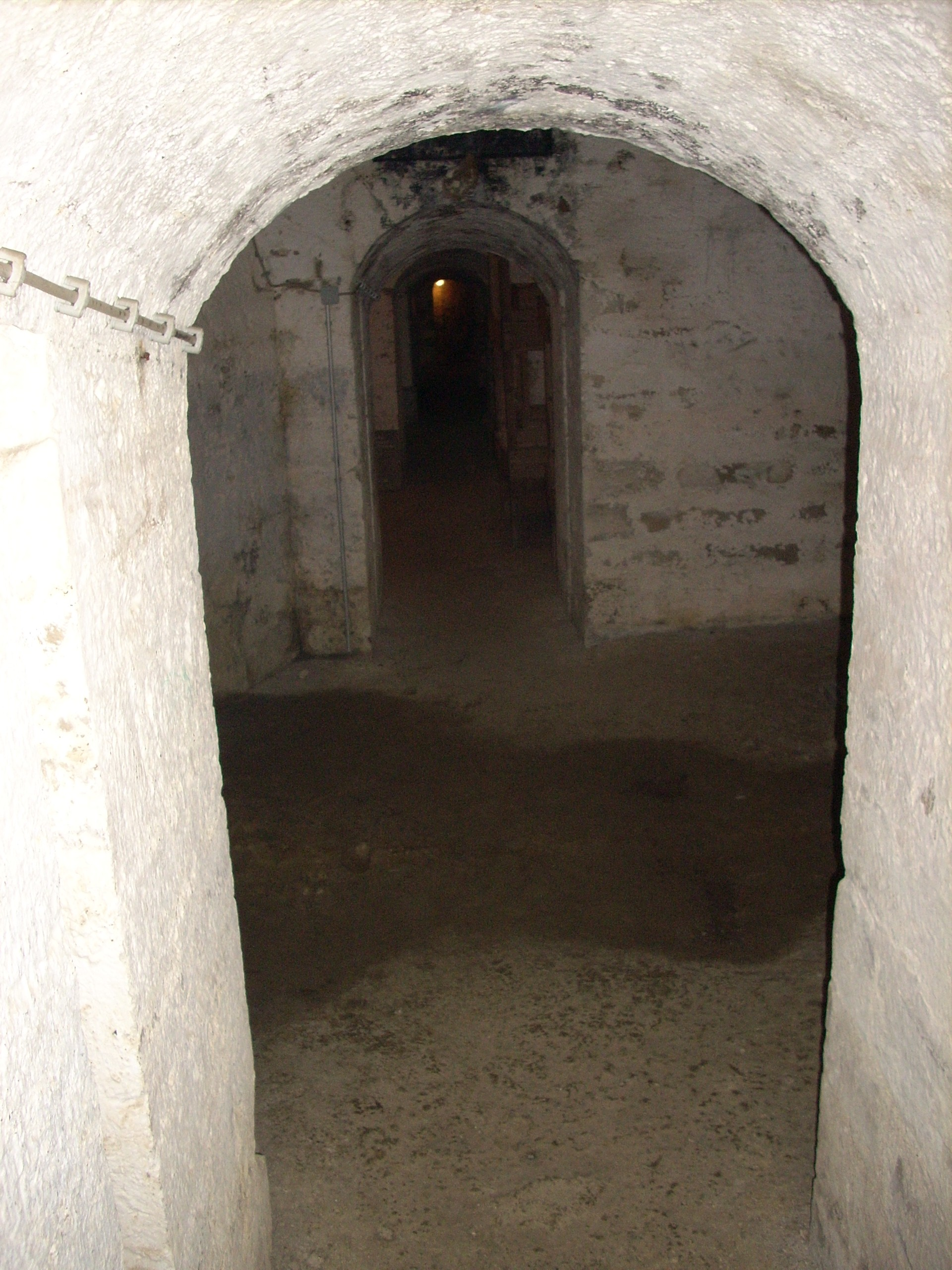
Blick in die Kasematten, die als Häftlingsunterkünfte genutzt wurden
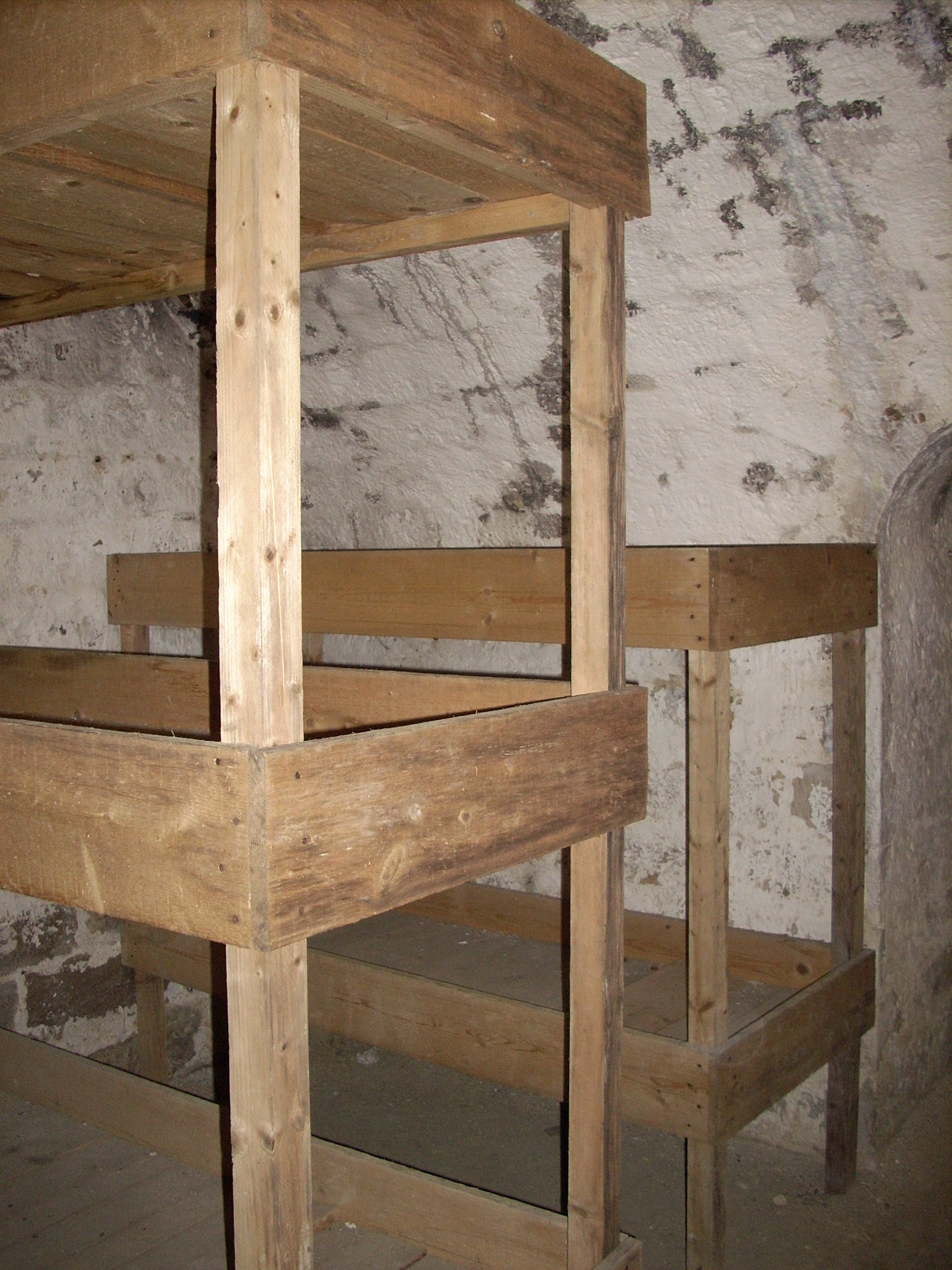
Nachbauten der Betten der Häftlinge
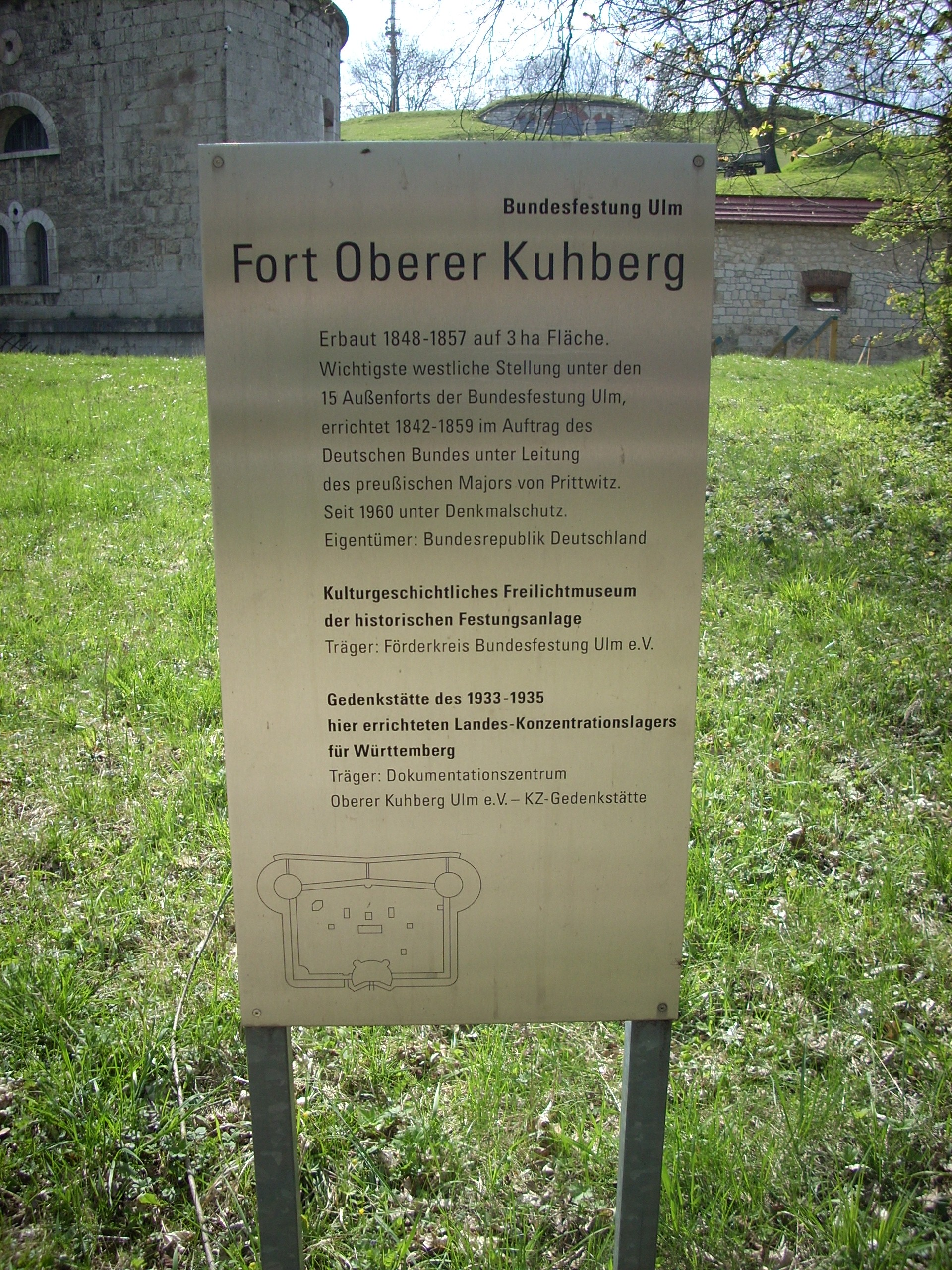
Hinweistafel Gedenkstätte